# Amadeusz
Az Amadeusz latin eredetű név, jelentése: szeresd az Istent! Női párja: Amadea.

## Rokon nevek
- Amadé,[1] az Amadeusz francia eredetű változata[2]
- Amadó,[1] az Amadeusz latin nyelvekbeli változata[2]

## Gyakorisága
Az 1990-es években az Amadeusz szórványosan fordult elő, az Amadót nem lehetett anyakönyvezni, a 2000-es években nem szerepelnek a 100 leggyakoribb férfinév között.
A teljes népességre vonatkozóan a 2000-es években az Amadeusz nem szerepelt a 100 leggyakrabban viselt férfinév között.

## Névnapok
- január 28.[2]
- március 30.[2]
- augusztus 10.[2]

## Híres Amadeuszok,  Amadók
- „Amadeusz” utónevű személyek szócikkeinek listája a Wikidata alapján